# خداحافظ لنین
خداحافظ لنین عنوان فیلمی آلمانی به کارگردانی ولفگانگ بکر محصول سال ۲۰۰۳ است. اکران بین‌المللی آن در سال ۲۰۰۳ آغاز شد. بیشتر صحنه‌های فیلم در برلین و اطراف آن فیلم‌برداری شده‌است.

## داستان
در پیش‌درآمد فیلم آلکساندر کرنر در حال و هوای خاطرات دوران کودکی خود به سر می‌برد هنگامی که اولین فضانورد آلمانی زیگموند یان شهروند آلمان شرقی به فضا رفت.
مابقی فیلم در فضای آلمان شرقی از ۱۹۸۹ تا درست بعد از سقوط دیوار برلین و اتحاد دو آلمان. آلکس که به همراه مادر خود، کریستین، خواهرش، آرین و نوزاد خواهرش، پائولا زندگی می‌کند. پدر آلکس در سال ۱۹۷۸ به آلمان غربی گریخته و به ظاهر خانواده‌اش را به حال خود رها کرده. در غیاب پدر کریستین یک طرفدار تند و تیز و وفادار حزب حاکم سوسیالیست آلمان شده‌است. هنگامی که آلکس در تظاهرات دوشنبه ضد دولتی آلمان شرقی دستگیر می‌شود، کریستین که به‌طور اتفاقی در مسیر بازگشت از جلسه حزب ماحرای دستگیری آلکس را می‌بیند دچار حمله قلبی مهلکی می‌شود که در نتیجه آن وی را به کما می‌برد. پلیس از جرم آلکس در مشارکت در تکاهرات چشم پوشی کرده و آلکس با خبر سکته قلبی مادرش از زندان آزاد و به ملاقات مادرش می‌رود. هنگام ملاقات مادرش آلکس با پرستار جوانی به نام لارا آشنا می‌شود که قبلاً در تظاهرات همراه او بود. آلکس در کنار دیدار مرتب مادر به کما رفته‌اش با لارا قرار ملاقات می‌گذارد و به زودی آن دو با هم دوستانی نزدیک می‌شوند.
مدت کوتاهی بعد از این وقایع دیوار آلمان فرو می‌ریزد کاپیتالیسم به آلمان شرقی می‌آید. در این بین مادر الکس، کریستین، بعد از هشت ماه از کما بیرون می‌آید. پزشک کریستین با یادآوری ضعف قوای جسمی وی، هشدار می‌دهد که هر گونه شوکی می‌تواند منجر به سکته مجدد یا مرگ کریستین گردد. آلکس در می‌یابد که اتفاقات اخیر مربوط به اتحاد دو آلمان می‌تواند برزگترین شوک برای مادرش باشد. با این زمینه وی سعی می‌کند فضای آلمان شرقی و دکوراسیون آلمان شرقی را در اطراف محیط زندگی مادرش فراهم نماید که در این بین اتفاقات فراوان و گاهی خنده داری پیش می‌آید.
در دیداری خانوادگی در ویلایشان در بیرون شهر، کریستین راز چندین ساله‌ای را که همسر او برای زندگی با زن دیگر نگریخته بلکه بخاطر خودداری او از عضویت در حزب زندگی کاری‌اش روز به روز سخت‌تر می‌شد و برنامه آن‌ها این بود که کریستین و بچه‌ها به او در آلمان غربی ملحق شوند. کریستین از ترس اینکه اگر برنامه فرار لو برود دولت آلمان شرقی حضانت قرزندانش را از او بگیرد تصمیم گرفت از برنامه فرار به آلمان غربی منصرف شود. بر خلاف آنچه به بچه‌هایش گفته بود پدرشان نامه‌های زیادی برای آنها نوشته بود که همه آن‌ها را کریستین پنهان کرده بود. او همچین گفت که دوست دارد یکبار دیگر پدرشان را ببیند. در این هنگام بیماری کریستین دوباره عود کرد و به بیمارستان منتقل شد.
آلکس با پدرش که حالا دوباره ازدواج کرده و در برلین غربی زندگی می‌کند ملاقات کرد و توانست او را قانع کند تا کریستین را برای بار آخر ببیند. همزمان با فشار کریستین آلکس نسخه دیگری از برنامه ویدیوی اخبار جعلی را با دوستش تولید می‌کند که در آن آلمان شرقی مرزهای خود را به روی آلمان غربی باز می‌کند. بدون اینکه بداند لارا قبلاً اخبار درست در مورد فروپاشی بلوک شرق را به اطلاع کریستین رسانیده با این حال کریستین آگاهی خود را از اخبار بروز نمی‌دهد و با علاقه به تلاش پسرش برای مخفی کردن اخبار نگاه می‌کند.
دو روز بعد کریستین از دنیا رفت در حالیکه از آلمان شرقی سه روز بیشتر عمر کرد. آلکس حاکستر مادرش را با راکت کوچکی که در زمان کودکی‌اش با کمک پدرش ساخته بود بر فراز محل زندگی‌اشان در برلین پخش کرد.

## ساخت
اگرچه هرگز در طول فیلم ذکر نشده‌است، اما آپارتمان خانواده لنین در منطقه «فریدریشاین» در شرق برلین واقع شده‌است.

## دستاوردها
در میان «۱۰۰۱ فیلم شما باید قبل از مرگ» ببینید، ویرایش شده توسط استیون اشنایدر.

## اشتباهات فیلم
- پس از آنکه آرین نامه‌های پدرش را در آشپزخانه پیدا کرد، نامه ای را نگه می‌دارد که در آن نام "کریستین" به اشتباه درج شده‌است.
- در صحنه ای که الکس، دکتر کلوپات را متقاعد می‌کند که به روز تولد مادرش بیاید، مقدار قهوه روی میز بین عکس‌ها تغییر می‌کند.
- در طول فیلم یک بطری شراب قرمز مارک "Blanchet" نشان داده شد، اما وقتی دیوار فرو ریخت، فقط شراب سفید از این برند وجود داشت.
- الکس محتویات یک قهوه برند "Jacobs" را درون بسته‌بندی "GDR" قرار می‌دهد، اما لوگوی بسته‌بندی این قهوه نمونه ای است که در اواخر دهه ۹۰ به بازار عرضه می‌شد.
- وقتی الکس برای خرید ترشی مورد علاقه مادرش به سوپرمارکت می‌رود، از یک کارمند سؤال می‌کند که کجا آنها را پیدا کند. این کارمند مشغول برچسب زدن علائم پپسی است. آن نماد از پپسی روی قوطی‌ها، آرم مدرن امروزی آن است، نه در اوایل دهه ۹۰.
- وقتی دنیس و الکس وارد شرکت خود می‌شوند و همکارانشان در سال ۱۹۹۰ مسابقه فوتبال را تماشا می‌کنند، کارگری که در پایان بطری شامپاین را باز می‌کند، از مسابقات فوتبال جام جهانی ۱۹۹۴ پیراهن خود را پوشیده‌است.[۵]